# Соня Рікель
Соня́ Ріке́ль (фр. Sonia Rykiel; 25 травня 1930, Париж — 25 серпня 2016, там само) — французька дизайнерка, кавалерка Ордену Почесного легіону, кавалерка ордену Літератури і Мистецтва. Протягом 20 років була віце-президентом паризької Палати Моди. Засновниця марки «Sonia Rykiel» — однієї з небагатьох французьких марок, що є фінансово незалежними. Бренд і компанія Sonia Rykiel повністю належать засновниці цього модного дому та її родині.

## Біографія
Соня Рікель (тоді ще — Соня Фліс) народилася 25 травня 1930 року в досить заможній родині в Парижі. Навчалася рудоволоса дівчина в середній школі в досить хорошому районі Парижа під назвою «Neuiuy-Sur-Seine». У 17 років Соня вирішила сама заробляти собі на життя і влаштувалася працювати: оформляла вітрини для французького магазину дорогого одягу «Laura». Можна сказати, що це і визначило майбутню долю Соні. Згодом Сем Рікель, який був власником магазину, одружився з Сонею. Соня Рікель спочатку не планувала стати модельєром. Але одного разу створила сірий светр, який став початком її кар'єри у світі моди. Згодом вона створила колекцію одягу для вагітних жінок, яку продемонструвала в магазині свого чоловіка. Після народження другої дитини, Соня придумала другу модель светру. З 1968 року Соня Рікель стала працювати під власним лейблом, відкривши перший монобрендовий бутик «Sonia Rykiel» у Парижі. З того часу вона почала на постійній основі випускати сезонні колекції класу «Prêt-a-Porter». Вона любила експериментувати, а її улюбленим прийомом став асиметричний крій. У 1974 року вона створила костюм, шви якого були вивернуті назовні, а підкладка та підплечники і зовсім відсутні. Крім того, Соня змінила ставлення людей до чорного кольору. Якщо раніше він вважався виключно кольором трауру, то тепер все частіше став з'являтися в сезонних колекціях. У 1973 році Соня Рікель стала віце-президентом паризької Палати моди. На цьому посту вона пропрацювала 20 років. Крім заняття модою, Соня працює в різних напрямках: від дизайну приміщень до організації виставок. Крім того, вона пише книги. Соня Рікель досягла не тільки міжнародної слави і комерційного успіху, а й була удостоєна звань кавалера ордена Почесного легіону і кавалера ордена Літератури і Мистецтва. Невтомна жінка, яка щодня встає о 7 ранку і працює до пізньої ночі, встигає навіть писати книжки. Збірник роздумів про моду, любов і про себе «І я її хотіла бачити оголеною» вийшла в 1979 році. Остання книга — збірка оповідань для дітей «Tatiana-Acacia» — надрукована недавно. В свої 70 Соня Рікель — автор 69 книг. Вона досі елегантна. У 2001 році «Sonia Rykiel» удостоїлася звання командора Національного ордена Франції.

## Історія марки Sonia Rykiel
За офіційною версією історія марки «Sonia Rykiel» починається з одного випадку у 1962 році, коли Соня Рікель була вагітна і довго не могла підібрати зручний і м'який одяг для себе. Вона не хотіла наряд, схожий на парашут або плащ-намет і сказала про це чоловіку. Тоді вони замовляють в'язаний светр за ескізами Соні в одного з венеціанських постачальників. Светр виготовили, але після цього його ще близько семи разів відправляли на переробку допоки його якість і фасон не влаштували Соню. Саме цей випадок підштовхнув Соню Рікель робити такі светри самій. Найпершу модель светра вона виготовила і представила в магазині одягу свого чоловіка. Светр був випущений під маркою чоловіка Соні Laura, а модель називалася «Poorboy Sweater». З цього светру починається становлення марки «Sonia Rykiel». До речі, цей перший светр відразу ж після випуску в продаж потрапив на обкладинку журналу ELLE. У травні 1968 року Соня Рікель відкрила свій перший бутік у Парижі на rue de Grenelle (вулиця де Гренель) на лівому березі Сени. Американський журнал «Women's Wear Daily» в тому ж 1968 році назвав Соню Рікель «королевою трикотажу» за запропонований нею новаторський силует светра. Одержимість ідеєю «другої шкіри» у 1974 році змусила модельєра вивернути одяг навиворіт. Концепцією марки стають м'які, елегантні речі з таких матеріалів, як ангора, джерсі, шерсть, мохер. Часто речі були асиметричного іноді навіть дуже відвертого крою, прикрашені зовнішніми швами, як елементами декору. На сьогоднішній день, будинок «Sonia Rykiel» є сімейним підприємством. Родині належить понад 400 магазинів по всьому світу, з них 45 носять ім'я самої Соні.

## Лінії, що випускаються маркою Sonia Rykiel
Через дев'ять років після відкриття першого бутіка «Sonia Rykiel» марка стає популярною і підписує партнерську угоду з каталогом "Les 3 Suisses, з метою стати доступною більш широкому колу клієнтів та збільшити свій торговий оборот. Рік по тому марка випускає свої перші фірмові парфуми «7ème Sens» («сьоме почуття»). У 1987 році Соню Рікель вшановують на «Fashion Group International» в Нью-Йорку, а її роботи виставляються в знаменитій Галереї Лафайєт в Парижі з нагоди святкування 20-річчя її марки. Маючи такий успіх, Соня Рікель розробляє інші лінії. У 1987 році вона засновує дитячу лінію "Sonia Rykiel Enfant. У 1990 році — чоловічу «Rykiel Homme». У наступному році вона створює власну лінію косметики під назвою «Sonia Rykiel Parfum Beauté», а потім аксесуари — «Sonia Rykiel Accessoires» і взуття — «Sonia Rykiel Chaussures». Вона також урочисто представляє нову лінію «Prêt-à-porter» для жінок «Inscription Rykiel», яка буде в 1999 році перейменована в «Sonia by Sonia Rykiel» і стане ще доступнішою у фінансовому плані. У 1993 році марка є почесним гостем «Fashion Council» в Японії і демонструє свої роботи на дефіле в «Spiral Hall» Токіо. У 1995 році дочка Соні Рікель Наталі стає артдиректором фірми. У 2000 році Наталі випустить лінію, в якій переглянуті всі класичні моделі марки, починаючи від її створення «Modern Vintage. Сповнена ідей Наталі додає нові лінії: Rykiel Women», у 2004 році «Sonia Rykiel Lingerie» і в 2005 році «Rykiel Karma Body & Soul».
| Напрямок              | Назва лінії                                                                               |
| --------------------- | ----------------------------------------------------------------------------------------- |
| Для жінок             | - Sonia Rykiel Paris - Sonia by Sonia Rykiel - Modern Vintage Sonia Rykiel - Rykiel Woman |
| Для чоловіків         | Rykiel Homme (до 2008 року)                                                               |
| Аксесуари             | Sonia Rykiel Accessories                                                                  |
| Взуття                | Sonia Rykiel Shoes                                                                        |
| Дитячі речі           | Sonia Rykiel Enfant                                                                       |
| Парфюмія та косметика | Sonia Rykiel Beauté                                                                       |
| Предмети для дому     | Sonia Rykiel Maison                                                                       |

З 2007 року Наталі офіційно стає президентом фірми «Sonia Rykiel». У 2008 році, марка переглянула стратегію і відмовилася від малорентабельної чоловічої лінії, щоб сконцентруватися головним чином на жіночих і дитячих лініях. Цього ж року фірма відсвяткувала свої 40 років: представила дефіле на тижні моди в Парижі, де багато відомих дизайнерів працювали над створенням моделей, які символізують стиль «Rykiel». У 2009 році марка створила дві колекції (нижньої білизни та трикотажу) для масового бренду «H & M».

## Стиль Соня Рікель
Філософія моди «Sonia Rykiel» — це такий стиль, що дозволяє жінці переробити моду під себе, а не слідувати диктату модельєрів. Соня Рікель створила унікальний стиль, у якому основне місце займають вишуканий чорний колір, химерні яскраві смужки, кришталеві або скляні стрази і написи на светрах. Французька марка «Sonia Rykiel» стала символом розкоші, незалежності і витонченої елегантності. У стилі від «Sonia Rykiel» немає нічого зайвого. Це розкутий, вільний стиль, який не обмежує рухи тіла. Крім трикотажу в літніх колекціях присутні тонкі тканини, а у зимових — хутра і кашемір. У Соні Рікель надзвичайне почуття такту. Її одяг буде гранично виваженим і артистичним, але ніколи не перетвориться в клоунаду. Наївне стане дитячим, а вечірнє — карнавальним. Класичні форми перемежовуються з авангардними. Деталі завжди екстаравагантні, але невигадливі.

## Важливі дати
- 1968 — створення марки «Sonia Rykiel»
- 1970 — «Women's Wear Daily» називає дизайнера «королевою трикотажу»
- 1978 — створення першого фірмового парфуму «7ème Sens» («сьоме почуття»)
- 1987 — виставка робіт Соні Рікель в Галереї Лафайєт в Парижі
- 1987 — запуск лінії для дітей «Sonia Rykiel Enfant»
- 1989 — запуск нової лінії жіночого «Prêt-à-porter Inscription Rykiel»
- 1990 — створення лінії чоловічого «Prêt-à-porter Rykiel Homme»
- 1991 — створення лінії «Sonia Rykiel Parfum Beauté»
- 1992 — створення ліній «Sonia Rykiel Accessoires» і «Sonia Rykiel Chaussures»
- 1993 — марка представлена на «Fashion Council» в Японії
- 1995 — Наталі Рікель стає артдиректором фірми
- 1999 — лінія «Inscription Rykiel» змінює назву і стає «Sonia by Sonia Rykiel»
- 2000 — створення лінії «Modern Vintage / Sonia Rykiel»
- 2002 — дочка Соні Рікель Наталі Рікель створює нову лінію «Rykiel Women»
- 2004 — створення лінії «Sonia Rykiel Lingerie»
- 2005 — створення лінії «Rykiel Karma Body & Soul»
- 2007 — Наталі Рікель стає президентом фірми